# Lago di Hallwil
Il lago di Hallwil (in tedesco Hallwilersee) è un lago che si estende tra il Canton Argovia e il Canton Lucerna, Svizzera. La sua superficie è di circa 10,3 km² e la sua profondità massima è di 47 metri.
Formatosi nella conca di una lingua del ghiacciaio della Reuss, risalente alla glaciazione Würm, il lago oggi è meno esteso che in epoca preistorica.
Sono stati rinvenuti reperti di abitati rivieraschi del Mesolitico, del Neolitico e dell'età del Bronzo e, a Seengen, tracce di strade e di un insediamento di epoca romana. Verso il 1300 furono in uso diverse denominazioni: Halwiler se (1302), lacus de Seigen/Seingen (1306, dal villaggio parrocchiale di Seengen), Escherse (1306, dal villaggio parrocchiale e decanato di Aesch, LU). In seguito si impose Hallwyl, il nome dei balivi locali.

## Ecologia
L'equilibrio ecologico del lago è stato compromesso; prima della costruzione di impianti di depurazione è stato inquinato dall'immissione delle acque di scolo, oggi dai residui di concimi impiegati nell'agricoltura. Dal 1985 le acque vengono ossigenate e il ricambio idrico sostenuto artificialmente.

## Turismo e sport
Nel 1938 sir Malcolm Campbell si è servito del lago per battere il record del mondo di velocità sull'acqua, a bordo di un Blue Bird K3.